# Mannhof (Fürth)
Mannhof (fränkisch: Mann-huhf) ist ein Gemeindeteil der kreisfreien Stadt Fürth (Mittelfranken, Bayern). Mannhof liegt in der Gemarkung Stadeln.

## Geografie
Der Pfarrdorf liegt etwa fünf Kilometer nördlich des historischen Fürther Stadtkernes im fränkischen Knoblauchsland. Im Norden befinden sich die Waldgebiete Langwald, Fuchswald und Rosrieholz, westlich fließt die Regnitz, im Süden grenzen die Lohäcker an. Direkt über dem Ortsgebiet verläuft die Einflugschneise des Flughafens Nürnberg.
Die Staatsstraße 2242 verläuft nach Eltersdorf (3 km nördlich), dort gibt es auch einen Anschluss an die Bundesautobahn 73, und nach Stadeln (1,8 km südlich). Die Kreisstraße FÜs 5 verläuft nach Vach (0,9 km westlich) bzw. nach Herboldshof (0,9 km östlich).

## Geschichte
Der Ort wurde im bambergischen Lehenbuch von 1303 als „Mannhoven“ erstmals urkundlich erwähnt. Das Bestimmungswort des Ortsnamens ist der Personenname Manno. Der Urhof lag an der westlichen Seite der heutigen Hauptstraße und war der Regnitz zugewandt. Doch zu der damaligen Zeit ging die weiterführende Straße nach Erlangen nicht wie heute in Richtung Norden, sondern querte die Regnitz nach Vach, womit der Hof direkt an der Straße lag.
Gegen Ende des 18. Jahrhunderts gab es in Mannhof 11 Anwesen (1 Hof, 4 Halbhöfe, 5 Güter, 1 Hirtenhaus). Das Hochgericht übte das brandenburg-ansbachische Stadtvogteiamt Langenzenn aus. Die Dorf- und Gemeindeherrschaft sowie die Grundherrschaft über alle Anwesen hatte das bambergische Dompropsteiamt Fürth.
Von 1797 bis 1808 unterstand der Ort dem Justiz- und Kammeramt Cadolzburg. Im Rahmen des Gemeindeedikts wurde Mannhof dem 1808 gebildeten Steuerdistrikt Stadeln und der im selben Jahr gegründeten Ruralgemeinde Stadeln zugeordnet.
Im Zuge der Gebietsreform in Bayern wurde Mannhof am 1. Juli 1972 ein Gemeindeteil der Stadt Fürth.
Im Jahr 2003 feierten die „Mannhofer“ das 700-jährige Jubiläum mit drei Festen zur Vergangenheit (Historischer Markt), Gegenwart (Internationales Fest) und Zukunft (Kinderfest).

### Baudenkmal
- Stadelner Hauptstraße 181: Gasthaus[10]

### Einwohnerentwicklung
Mannhof hat sich seit dem in den 1950er-Jahren einsetzenden Bauboom in seiner Siedlungsfläche etwa versechsfacht. Der Ort hat ca. 650 Einwohner. Nachdem viele Wohnungen für die Flüchtlinge und Heimatvertriebenen entstanden waren, sah sich die Politik der Gemeinde Vach gezwungen die Ausweisung von Neubaugebieten in Mannhof einzustellen. Im Norden begrenzt ein Wald die Ausdehnung, im Osten besteht ein Wasserschutzgebiet, welches auch den Baubestand in Richtung Süden einschränkt und im Westen liegt die Regnitz mit ihren Hochwasserschutzgebieten. 
Einzig die Aussicht der Aufhebung des Wasserschutzgebietes, welches bis 2020 geschehen soll, ermöglicht es dann, wie zu Beginn des 21. Jahrhunderts geplant, eine Bebauung der Gebiete östlich (bis zur A73) und südlich bis nach Stadeln.
| Jahr      | 001818 | 001840 | 001861 | 001871 | 001885 | 001900 | 001925 | 001950 | 001961 | 001970 | 001987 |
| Einwohner | 122    | 128    | 122    | 118    | 124    | 121    | 158    | 395    | 620    | 510    | 625    |
| Häuser    | 19     | 19     |        |        | 22     | 24     | 22     | 42     | 97     |        | 175    |
| Quelle    | [ 12 ] | [ 13 ] | [ 14 ] | [ 15 ] | [ 16 ] | [ 17 ] | [ 18 ] | [ 19 ] | [ 20 ] | [ 21 ] | [ 1 ]  |

## Religion

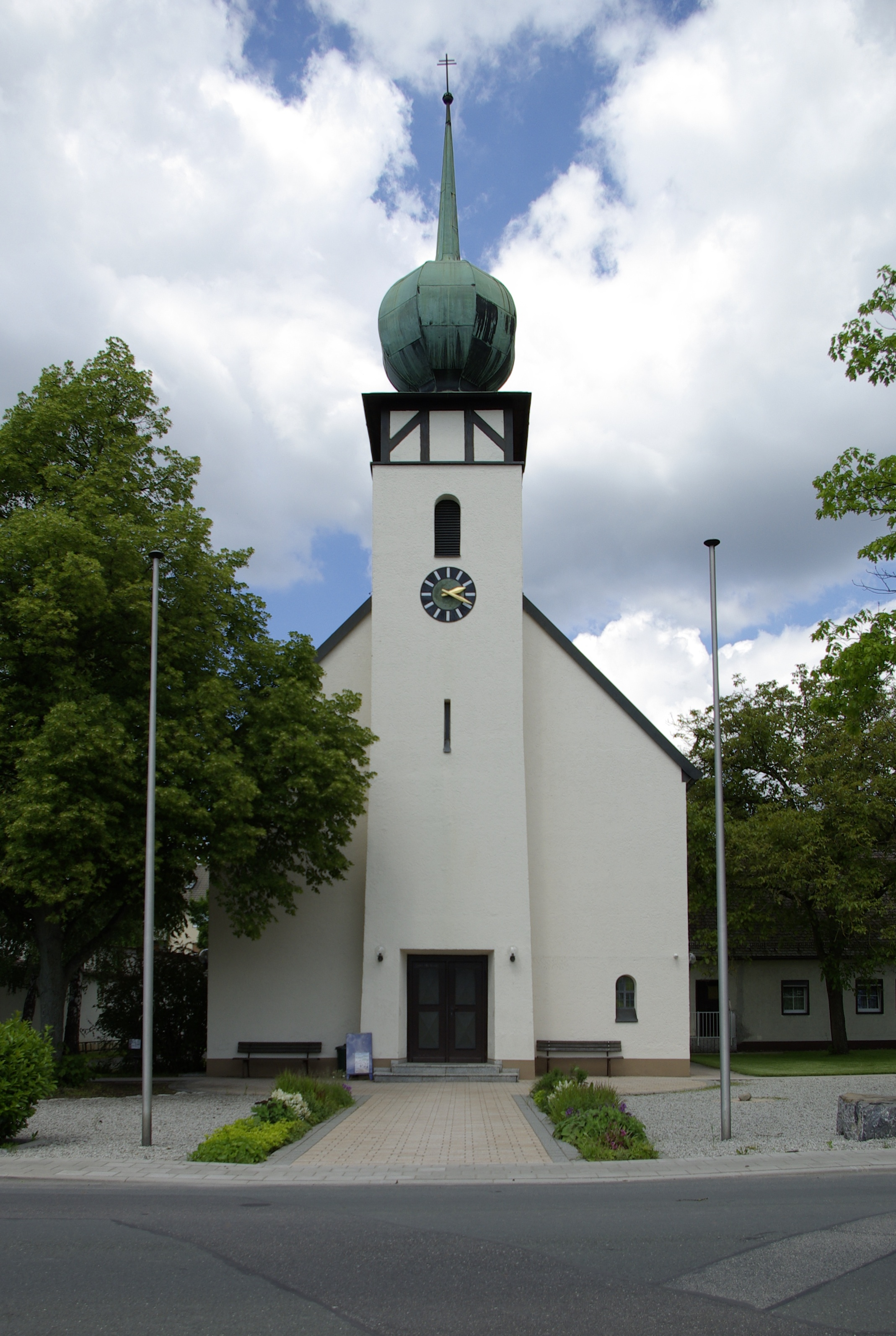
Herz-Jesu-Kirche in Mannhof, 2013

Lange Zeit waren die Bewohner der Orte in der Umgebung Fürths ausschließlich der evangelischen Konfession angehörig. In den Norden Fürths entsandte erst der Bayernkönig Ludwig I. wieder katholische Beamte. Gegen Ende des 19. Jahrhunderts siedelten sich immer mehr Katholiken an, weshalb zu Beginn des 20. Jahrhunderts erste katholische Gottesdienste im Saal einer Gaststätte in Vach abgehalten wurden. Pastoriert wurde der Fürther Norden zunächst von der Pfarrei Unsere Liebe Frau, später dann von St. Heinrich und Kunigunde aus der Innenstadt von Fürth.
In den 1920er-Jahren gründete sich ein Kirchenbauverein, der in Mannhof ein Gegenstück zu evangelischen St.-Matthäus-Kirche in Vach bauen wollte. Die Planungen gingen davon aus, dass die Dörfer im Norden Fürths in den nächsten Dekaden stark wachsen würden. Da es sonst keine katholische Kirche in Reichweite gab, sollte eine große Kirche mit bis zu 1000 Sitzplätzen und mit zwei, weithin sichtbaren Türmen errichtet werden. Doch die finanziellen Mittel der – damals noch kleinen – katholischen Bevölkerungsgruppe – waren bescheiden und der Neubau begrenzte sich auf ein kleines Gotteshaus mit rund 200 Plätzen.
1932 wurde die Kirche „Herz-Jesu“ geweiht. Seit 2006 gehört die Pfarrei Mannhof zum Seelsorgebereich „Fürth-Mitte-Nord“. Die Kirche ist die Mutterkirche aller angrenzenden katholischen Gemeinden, die sich aufgrund der vielen katholischen Flüchtlinge und Vertriebene nach dem Zweiten Weltkrieg entstanden sind. 1932, zur Zeit des Kirchenbaus in Mannhof wohnten ca. 300 Katholiken auf dem Pfarrgebiet von Mannhof, 1947 waren es über 3.000. Die Kirchengründungen von Mannhof aus sind: St. Hedwig in Großgründlach (heute Dekanat Nürnberg), Hl. Familie in Sack und Hl. Dreifaltigkeit in Stadeln. Die Pfarrei Herz-Jesu unterhält eine Partnerschaft mit der Pfarrei Kazincbarcika in Ungarn.

## Infrastruktur
In Mannhof ist der zur katholischen Gemeinde gehörige Herz-Jesu Kindergarten. Er umfasst 75 Plätze. Seit September 2006 ist auch eine Kinderkrippe ansässig, in der bis zu 14 Kinder im Alter von 0–3 Jahren aufgenommen werden können.
Mannhof selbst besitzt keinen eigenen Sportverein. Allerdings ist in Mannhof das Sportgelände des ASV Vach angelegt. Dazu gehören vier Fußball- und Übungsfelder.

## Verkehr
Der Ort ist im ÖPNV mit der VGN-Buslinie 174 an die Fürther Innenstadt angebunden.